# Gamla stan
Gamla stan (Stari grad) je stari dio Stockholma, glavnog grada Švedske. 
Gamla stan sastoji se od tri otoka, koji se zovu: Stadsholmen, Riddarholmen i Helgeandsholmen. Glavne znamenitosti su: zgrada Narodne skupštine, kraljevska palača i katedrala. Gamla stan počeo se graditi u 13. stoljeću. Postoji mnogo starih zgrada i one su najviše izgrađene u 17. i 18. stoljeću. 
Nakon prelaska mosta ispred Kraljevske švedske opere, nalazi se zgrada Narodne skupštine. Ova zgrada je ulaz u Gamla stan i povezuje stari i novi dio grada. Kraljevska palača je odmah nakon ulaza. Mnogo zgrada izgledaju kao iz srednjeg vijeka.
Središte Gamla stana je Trg Stortorget. Ovaj trg ima tužnu povijest. Danski kralj Kristijan II. osvojio je Stockholm, proglasio se kraljem Švedske i dao odrubiti glave 82. vodećih švedskih plemića, uključujući i dva biskupa. Taj se događaj zove Stockholmsko krvoproliće. Na ovome trgu, nalazi se i Nobelov muzej te niz zgrada izgrađenih od 13. stoljeća do 19. stoljeća. Također se, puno trgovina smjestilo u uskim uličicama. Sjeverno od trga, nalazi se sjedište Švedske akademije, koja bira dobitnike Nobelove nagrade.
Osim toga, tu su i poznata turistička mjesta, poput najuže ulice u Gamla stanu - Mårten Trotzigs Gränd.
Gamla stan daje sliku arhitekture srednjeg vijeka i jedno je od najpoznatijih turističkih odredišta u Švedskoj.